# TUE Série 2000/2070 (CPTM)
O TUE Série 2000 (CPTM) foi um trem unidade elétrico pertencente à frota do Trem Metropolitano de São Paulo.

## História
Em 1987 o governo do estado de São Paulo contrariou pareceres contrários da Companhia do Metropolitano de São Paulo e decidiu ampliar a rede do metrô na Zona Leste de São Paulo. O projeto previu a implantação de 4 novas estações entre Itaquera e Guaianases. Ao mesmo tempo, a gestão paulista buscou entendimentos para gerir a Linha Leste da CBTU (Roosevelt-Mogi das Cruzes) em um consórcio com a empresa federal. A medida visava dividir a demanda de passageiros da Zona Leste entre a Linha Leste de trem e o novo trecho da Linha Leste-Oeste do Metrô. Posteriormente a CBTU desistiu da proposta.
Ainda assim, em 1990, a CBTU elabora as especificações básicas para a aquisição de novos trens para a Linha Leste (Roosevelt-Mogi das Cruzes), base para um novo serviço de trem expresso estudado pela empresa na época. No ano seguinte a CBTU buscou financiamento do projeto junto ao Banco Mundial. A proposta de aquisição de remodelação dos subúrbios de São Paulo (Linha Leste) foi aprovada pelo Banco Mundial em 1992, sendo liberado um financiamento de US$ 281 milhões.
Com o processo de estadualização da malha da CBTU realizado entre 1993 e maio de 1994, a recém criada CPTM assumiu o financiamento com o Banco Mundial e lançou a Concorrência Pública Internacional nº 006/95 visando o fornecimento de 30 trens unidade elétricos climatizados. De acordo com a proprosta, os novos trens permitiriam o transporte da demanda da Linha Leste (estimada em 400 mil passageiros por dia, sendo 35 mil passageiros por hora/pico) e elevariam o índice de de disponibilidade da frota para 90%. O custo estimado pelo Banco Mundial era de 300 milhões de dólares.
A concorrência foi vencida pelo Consórcio Ferroviário Espanha-Brasil (Cofesbra), formado pelas empresas Construcciones y Auxiliar de Ferrocarriles (CAF), Alstom e ABB Daimler Benz Transportation Espanha. O valor do contrato, assinado em 2 de janeiro de 1995, foi de R$ 245.447.871, 20.
Os primeiros trens foram entregues em meados de 1999 e toda a frota foi entregue simultaneamente em 27 de maio de 2000, durante a inauguração do Expresso Leste.
| Ano   | Quantidade |
| ----- | ---------- |
| 1999  | 7          |
| 2000  | 8          |
| Total | 15         |

### Entrega dos TUE’s
| Entrega   | Linha                                | Numeração | Situação atual                                                                             |
| --------- | ------------------------------------ | --------- | ------------------------------------------------------------------------------------------ |
| 27/5/2000 | Coral (2000-2016) Safira (2016-2024) | 2001-2002 | Vendido como sucata em leilão realizado em 10 de outubro de 2024                           |
| 27/5/2000 | Coral (2000-2016) Safira (2016-2024) | 2003-2004 | Vendido como sucata em leilão realizado em 10 de outubro de 2024                           |
| 27/5/2000 | Coral (2000-2016) Safira (2016-2024) | 2005-2006 |                                                                                            |
| 27/5/2000 | Coral (2000-2016) Safira (2016-2024) | 2007-2008 |                                                                                            |
| 27/5/2000 | Coral (2000-2016) Safira (2016-2024) | 2009-2010 |                                                                                            |
| 27/5/2000 | Coral (2000-2016) Safira (2016-2024) | 2011-2012 | Vendido como sucata em leilão realizado em 10 de outubro de 2024                           |
| 27/5/2000 | Coral (2000-2016) Safira (2016-2024) | 2013-2014 |                                                                                            |
| 27/5/2000 | Coral (2000-2016) Safira (2016-2024) | 2015-2016 |                                                                                            |
| 27/5/2000 | Coral (2000-2016) Safira (2016-2024) | 2017-2018 | Vendido como sucata em leilão realizado em 10 de outubro de 2024                           |
| 27/5/2000 | Coral (2000-2016) Safira (2016-2024) | 2019-2020 | Vendido como sucata em leilão realizado em 10 de outubro de 2024                           |
| 27/5/2000 | Coral (2000-2016) Safira (2016-2024) | 2021-2022 | Vendido como sucata em leilão realizado em 10 de outubro de 2024                           |
| 27/5/2000 | Coral (2000-2016) Safira (2016-2024) | 2023-2024 | Vendido como sucata em leilão realizado em 10 de outubro de 2024                           |
| 27/5/2000 | Coral (2000-2016) Safira (2016-2024) | 2025-2026 |                                                                                            |
| 27/5/2000 | Coral (2000-2016) Safira (2016-2024) | 2027-2028 |                                                                                            |
| 27/5/2000 | Coral (2000-2016) Safira (2016-2024) | 2029-2030 | Vendido como sucata em leilão realizado em 10 de outubro de 2024                           |
| 27/5/2000 | Coral (2000-2016) Safira (2016-2024) | 2031-2032 |                                                                                            |
| 27/5/2000 | Coral (2000-2016) Safira (2016-2024) | 2033-2034 |                                                                                            |
| 27/5/2000 | Coral (2000-2016) Safira (2016-2024) | 2035-2036 |                                                                                            |
| 27/5/2000 | Coral (2000-2016) Safira (2016-2024) | 2037-2038 |                                                                                            |
| 27/5/2000 | Coral (2000-2016) Safira (2016-2024) | 2039-2040 |                                                                                            |
| 27/5/2000 | Coral (2000-2016) Safira (2016-2024) | 2041-2042 | Apenas o carro 2041 vendido como sucata em leilão realizado em 10 de outubro de 2024       |
| 27/5/2000 | Coral (2000-2016) Safira (2016-2024) | 2043-2044 | Carros C043, C044 e 2044 vendidos como sucata em leilão realizado em 10 de outubro de 2024 |
| 27/5/2000 | Coral (2000-2016) Safira (2016-2024) | 2045-2046 |                                                                                            |
| 27/5/2000 | Coral (2000-2016) Safira (2016-2024) | 2047-2048 |                                                                                            |
| 27/5/2000 | Coral (2000-2016) Safira (2016-2024) | 2049-2050 |                                                                                            |
| 27/5/2000 | Coral (2000-2016) Safira (2016-2024) | 2051-2052 | Vendido como sucata em leilão realizado em 10 de outubro de 2024                           |
| 27/5/2000 | Coral (2000-2016) Safira (2016-2024) | 2053-2054 | Vendido como sucata em leilão realizado em 10 de outubro de 2024                           |
| 27/5/2000 | Coral (2000-2016) Safira (2016-2024) | 2055-2056 | Vendido como sucata em leilão realizado em 10 de outubro de 2024                           |
| 27/5/2000 | Coral (2000-2016) Safira (2016-2024) | 2057-2058 | Vendido como sucata em leilão realizado em 10 de outubro de 2024                           |
| 27/5/2000 | Coral (2000-2016) Safira (2016-2024) | 2059-2060 |                                                                                            |

- Informações da data de operação retiradas do detalhamento de frota da CPTM[13].

### Transferência para a Linha 12 - Safira
No dia 7 de agosto de 2016, com a gradual chegada dos novos trens da Série 8500 na Linha 11-Coral, os trens da Série 2000 foram realocados para a Linha 12-Safira, através da unidade 2017-2020 (Atualmente já leiloada e desmanchada), As portas do trens da Série 2000 seguiam um padrão diferente de qualquer outro TUE da companhia, e elas causavam problemas na sua linha original  por conta do excesso de passageiros. Com a realocação para a Linha 12, além de ser uma linha de menor fluxo, os trens da Série 2000 substituiram o antigo TUE Série 4400, que circulou na Linha 12 Safira até 2018.

### Aposentadoria precoce e venda como sucata
Com base em um estudo da Régie Autonome des Transports Parisiens realizado em 1991, a CPTM exigiu dos fabricantes que os equipamentos tivessem vida útil de 30 anos. Dessa forma, desde a Série 2000, todos os trens novos adquiridos pela CPTM tiveram sua vida útil estabelecida em 30 anos.
No entanto, a CPTM decidiu em 2024 retirar (sem justificativa e) gradualmente os trens da Série 2000 de operação conforme os novos trens emprestados para a Viamobilidade (Séries 7000, 7500 e 8500) retornassem a frota da companhia. Inicialmente seis composições foram descomissionadas (imobilizadas entre 2020 e 2023), e transportadas ao pátio da estação Engenheiro Manoel Feio em 2024. Naquele momento a Série 2000 tinha 24 anos de operação e ainda poderia circular até completar 30 anos.
No dia 25 de setembro de 2024 a CPTM decidiu leiloar as 6 primeiras composições da série que que haviam sido descomissionadas no Pátio da estação Engenheiro Manoel Feio na Linha 12-Safira, em um leilão de materiais inservíveis realizado pela companhia que aconteceu no dia 10 de outubro, que deu início a baixa patrimonial dessa série de trens após 24 anos de serviços prestados. A CPTM também desativou mais 6 unidades no mês de outubro de 2024, que também estão sendo mandadas para diversos pátios da companhia, como em Piqueri, Francisco Morato e Engenheiro Manoel Feio.
No dia 10 de Dezembro de 2024, o último trem da série 2000 realizou sua última viagem, decretando a baixa total dessa frota. A composição K060, partiu da estação do Brás as 13:30 com destino a estação terminal Calmon Viana.
Apesar de ter sido adquirido nova, a Série 2000 da CPTM teve vida útil similar a de trens reformados:
| 1100 | Reforma de trens fabricados entre 1956 e 1960 | 1997 | 2018 | 21 anos |
| 2000 | Aquisição de trens novos                      | 2000 | 2024 | 24 anos |
| 2100 | Reforma de trens fabricados entre 1974 e 1985 | 1998 | 2024 | 26 anos |
| 5550 | Reforma de trens fabricados entre 1978 e 1980 | 2008 | 2016 | 8 anos  |

## TUE Série 2070 (CPTM)

### História

#### Projeto e fabricação
Após o fornecimento dos trens da Série 2000 pelo Consórcio Ferroviário Espanhol-Brasileiro (Cofesbra), a CPTM decidiu realizar um sexto aditamento do contrato 006/1995 com o Cofesbra e contratou sem licitação o fornecimento de doze trens-unidade elétrico de quatro carros. O aditamento do contrato foi assinado pela CPTM em 28 de dezembro de 2005 enquanto a publicização do ato sendo feita no Diário Oficial do Estado de São Paulo apenas em 7 de março de 2006.
Dessa vez o fornecimento foi assumido pela Alstom, com Bombardier e CAF fornecendo algumas peças, com o aditamento possuindo o valor de 223,5 milhões de reais. A CPTM justificou que o aditamento do contrato era legal e permitia um fornecimento mais rápido dos trens para serem utilizados pela estatal na Linha 9 Esmeralda. O argumento foi contestado por deputados estaduais e pelo Tribunal de Contas do Estado (TCE-SP). O TCE-SP julgou o contrato em 2007 e o considerou irregular, por conta do aditamento ter sido feito dez anos após a assinatura do contrato original, quando o máximo permitido pela legislação era até cinco anos. Além disso, o TCE-SP alegou que o aditamento do contrato de 1995 custou 34 milhões de reais mais caro que o fornecimento dos trens da Série 2000. A bancada do Partido dos Trabalhadores na Assembleia Legislativa tentou, sem sucesso, criar uma Comissão Parlamentar de Inquérito para investigar o contrato da CPTM com o Cofesbra e os seis aditamentos. Em 2009 o Ministério Público do estado de São Paulo entrou com um processo visando condenar os responsáveis pela CPTM e da Alstom, Bombardier e CAF a ressarcir os cofres públicos pela aquisição dos doze trens-unidade. Em 2022 o valor desse contrato corrigido era de 914 milhões de reais, com a Bombardier considerando possível perder o processo.
Os trens foram fabricados pela Alstom em sua planta na Lapa, com a empresa alegando ter gerado duzentos empregos diretos e seiscentos indiretos com a encomenda. O primeiro trem foi entregue em 21 de dezembro de 2007, poucos dias antes do aditamento contratual da frota completar dois anos.
| Numeração | Linha(s) de operação | Data de operação |
| --------- | -------------------- | ---------------- |
| 2071-2074 | Safira               | 30/5/2008        |
| 2075-2078 | Safira               | 4/4/2008         |
| 2079-2082 | Safira               | 28/7/2008        |
| 2087-2090 | Safira               | 19/9/2008        |
| 2083-2086 | Safira               | 11/8/2008        |
| 2091-2094 | Safira               | 26/11/2008       |

- Informações da data de operação retiradas do detalhamento de frota da CPTM[13].

### Operação
O primeiro trem recebido passou por uma bateria de testes entre janeiro e o início de março de 2008, sendo liberado para a operação comercial em 3 de março, com o governador José Serra participando da viagem inaugural na Linha 9.
O Série 2070, após sua breve passagem pela L8 e retorno à L9, foram repassados em sua totalidade para a Linha 12–Safira, onde operam até hoje e compartilham espaço com os TUEs Série 7000, 7500, 8500 e 9000.
| Série 2070 na CPTM | Série 2070 na CPTM | Série 2070 na CPTM |
| Ano                | Frota Operacional  | Frota Imobilizada  |
| ------------------ | ------------------ | ------------------ |
| 2010               | 5                  | 1                  |
| 2012               | 6                  | 0                  |
| 2018               | 5                  | 1                  |
| 2021               | 6                  | 0                  |
| 2023               | 5                  | 1                  |
| 2024               | 5                  | 1                  |

## Acidentes e incidentes
- 7 de julho de 2006 - Explosão de bomba caseira em trem da Série 2000 estacionado na estação Brás. O artefato, supostamente instalado no trem por vendedores ambulantes descontentes com a fiscalização da CPTM, causou ferimentos em onze pessoas e danos a um dos carros.[46]

- 23 de fevereiro de 2017 - Trem da Série 2070 descarrilha nas proximidades da estação Itaim Paulista. Sem feridos.[47]

- 20 de fevereiro de 2020 - Pequeno incêndio em um truque de trem da Série 2000. Sem feridos. O incidente foi causado por superaquecimento do sistema de freios à disco.[48]

## Contrato irregular
O aditivo contratual de aquisição dos trens Série 2070 foi considerado irregular pelo Tribunal de Contas do Estado de São Paulo por afrontar a Lei de Licitações. O Ministério Público do Estado de São Paulo abriu uma investigação sobre o caso. Em 2022 o juiz da 7ª Vara De Fazenda Pública do Tribunal de Justiça de São Paulo Emílio Migliano Neto condenou o ex-presidente da CPTM Mário Manuel Seabra Rodrigues Bandeira, o ex-diretor administrativo e financeiro Antonio Kanji Hoshikawa e o ex-diretor de operação e manutenção José Luiz Lavorente a multas de 1 milhão de reais cada por infringir a Lei de Improbidade Administrativa. As empresas Alstom, Bombardier e CAF (fabricantes dos trens Série 2000/2070) foram condenadas ao pagamento de multas de 10 milhões de reais cada. Ainda cabe recurso para essa decisão.